# Janko Prunk
Janko Prunk (Loka pri Zidanem Mostu, 30. decembar 1942) je slovenački istoričar i političar, rođen 30. december 1942, Loka pri Zidanem Mostu, Nacistička Nemačka (danas Slovenija).
Na Filozofskom fakultetu Univerziteta u Ljubljani je 1966. godine diplomirao iz istorije, magistrirao 1972. godine i doktorirao 1976. godine. Kasnije se je učio i na Univerzitetu u Lajpcigu, na Institutu za evropsku istoriju u Majncu i na visokoj školi za socialne studije u Parizu. Bio je profesor na univerzitetima u Frajburgu i Kelnu. Redovni je profesor na Fakultetu za društvene nauke.
Njegovo djelo proučava Modernu istoriju od kraja 19. veka do 1941, specijalno problematiku slovenačkog hrišćanskog socializma i istoriju slovenačkog nacionalnog pitanja.
Bio je ministar za Slovence po svijetu i narodnosti u Sloveniji u prvoj vladi Janeza Drnovšeka (1992-1993). Godine 2005 postao je predsijednik slovenačko-hrvatske komisije za istoriju.

## Bibiblografija
- (на језику: словеначки). Ljubljana. 1977.
- Boris Kidrič (на језику: словеначки). Ljubljana. 1984.
- (на језику: словеначки) (2. изд.). Ljubljana. 1987.
- (на језику: словеначки). Ljubljana. 1990.
- {{cite book | title =  | language = sl | location = Ljubljana | year = 1992;}-
- (на језику: словеначки). Ljubljana. 1998.
- (на језику: словеначки) (2. изд.). Ljubljana. 2002.
- (на језику: словеначки). Ljubljana. 2004.
- sa Cirilom Toplak (2005). . Ljubljana.
- sa Cirilom Toplak i Marjetom Hočevar (2006). .  (2. prošireno изд.). Ljubljana.
- (на језику: словеначки) (3. изд.). Ljubljana: Založba Grad. 2008.

## Spoljašnje veze
- Lična stranica